# 의미인지론
의미인지론(意味認知論, cognitive semantics)은 의미의 문제를 인지와의 관련 속에서 파악하는 의미 이론으로서, 개념적 체계가 어떻게 작용하는지를 이해하기 위해 언어에 의존하며, 언어의 작용방식을 이해하기 위해 개념적 지식에 의존한다. 의미를 단어와 세계 간의 관계로 간주하고 언어 체계에서 인지적 조직을 배제한 '진리조건적 의미론(Truth-Conditional Semantics)'과 뚜렷한 대조를 이룬다. 이에 관한 인지의미론의 네 가지 중심적 가정을 요약하면 다음과 같다.
- 개념적 구조는 신체화된다.
- 의미적 구조는 개념적 구조이다.
- 의미 표상은 백과사전적이다.
- 의미 구성은 개념화이다.[2]

## 같이 보기
- 인지언어학
- 구문문법